# فوكتوغا (فولوغدا)
فوكتوغا (بالروسية: Вохтога) هي مدينة في مقاطعة فولوغدا أوبلاست في روسيا.